# Gat serengeti
El gat serengeti és un felí híbrid, producte de l'encreuament entre un  gat bengala i un gat oriental. La raça encara es troba en fase de desenvolupament, encara que l'objectiu final és produir un gat que tingui l'aparença d'un Serval, sense utilitzar cap gat salvatge, finalment conclòs amb aquesta nova raça.
Aquesta raça és relativament nova i segueix creixent ràpidament. L'objectiu era crear una raça de gat domèstic amb l'aparença d'un Serval. Per a això, es van creuar a un pare Bengala (híbrid entre un gat de bengala) i una mare oriental. És reconegut per la TICA (The International Cat Association en anglès) des del 2001 i també és reconegut per la LOOF (Livre officiel des orígens felins en francès) com una "nova generació" de felins.
Els gats serengeti tenen taques negres, amb el llom gris o cafè (depenent dels seus pares), tenen potes llargues i orelles molt grans, a diferència dels gats domèstics. Els mascles són en general lleugerament més grans i pesants que les femelles i pot pesar fins a 7 quilograms, les femelles generalment pesen entre 4 i 6 quilograms.